# Hans Schnatterpeck

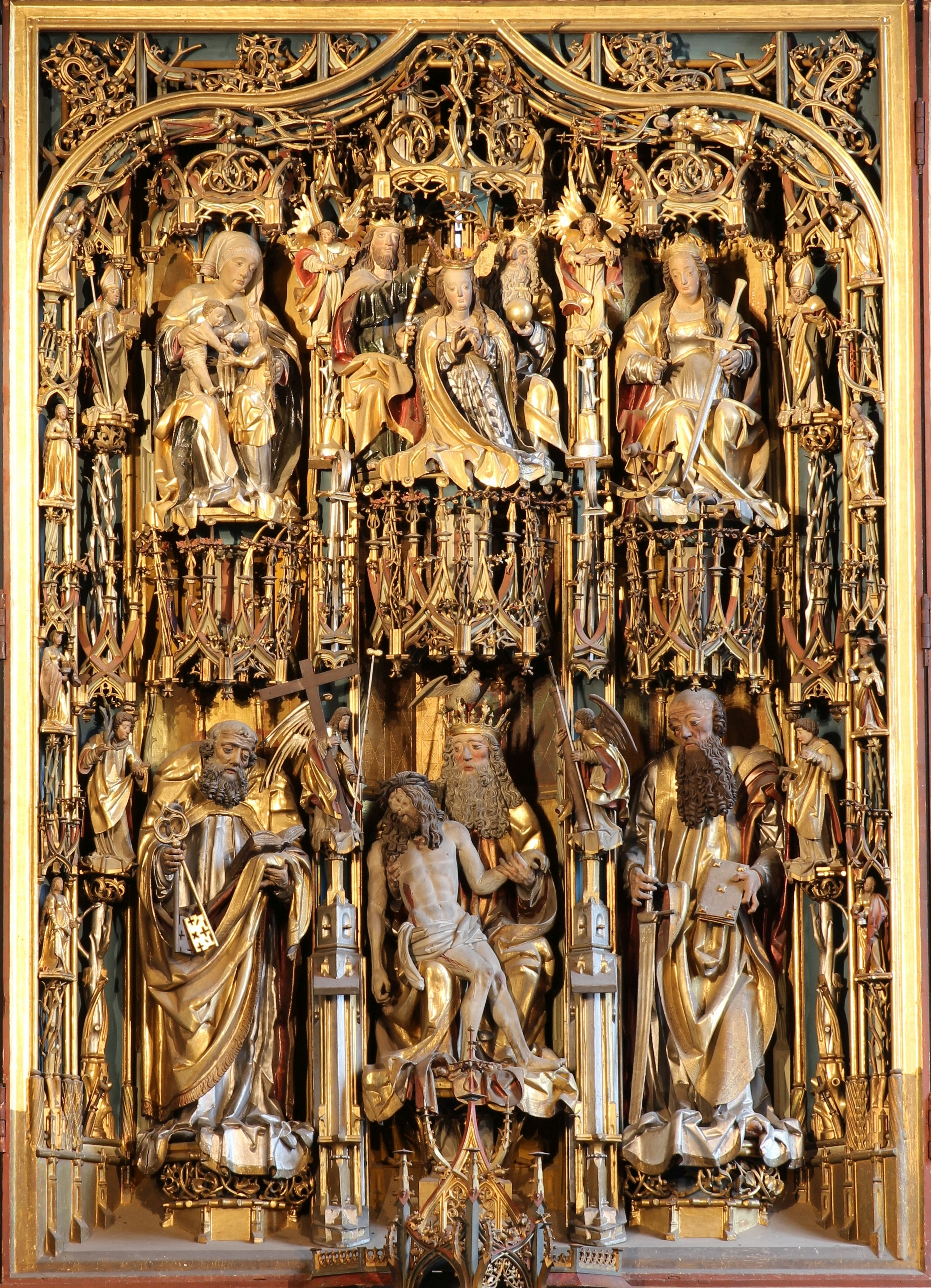
Retabel des Altars in der Pfarrkirche Mariä Himmelfahrt in Niederlana (Detail)

Hans Schnatterpeck (* Mitte des 15. Jahrhunderts in Landsberg am Lech; † vermutlich um 1510) war ein Maler und Werkstätteninhaber in Meran.

## Leben
Hans Schnatterpeck tritt 1472 als Bürger von Füssen auf. 1475 war er in Sterzing ansässig und übersiedelte von dort 1479 nach Meran, wo er erst Niedersitzer und 1492 Bürger der Stadt wurde. Dokumente aus den Jahren 1499, 1501, 1503 und 1508 belegen seine Mitgliedschaft im Meraner Stadtrat. Ab 1509 scheint er sich im Vinschgau aufgehalten zu haben, wo sich in Kastelbell und Schlanders 1510 seine Spuren verlieren. Um 1540 wurde ein Hans Schnatterpeck im Meraner Spital eingepfründet. Dabei dürfte es sich aber um einen gleichnamigen Sohn gehandelt haben. Der Künstler wäre damals an die 100 Jahre alt gewesen.
Schnatterpeck scheint in der Zeit zwischen 1485 und 1510 der führende Werkstätteninhaber in Meran gewesen zu sein. Dokumente belegen die Namen verschiedener Gesellen, die er in seiner Werkstätte beschäftigte: Hans Peysser, Michael Häberle, Bernhard Härpfer und Matheis Stöberl. Seiner Werkstätte muss ein hohes Maß an Wertschätzung entgegengebracht worden sein. Nur so ist es erklärbar, dass sich Auftraggeber auch mit ungewöhnlich hoch dotierten Werksverträgen an sie wandten, wie mit jenem vom 18. August 1503, als der Baumeister Konrad Haug von Niederlana und der Kirchpropst Peter Saltner von Oberlana mit Hans Schnatterpeck, Maler, bürger des rats an Meran einen 1600 (Rheinische) Gulden schweren Vertrag unterzeichneten, der einen neuen Fron- oder Hochaltar für die neu erbaute Pfarrkirche von Niederlana zum Gegenstand hatte, der heute als Schnatterpeck-Altar einen hohen Bekanntheitsgrad genießt.
Es ist dies die vergleichsweise höchste Summe, die jemals in Tirol für einen gotischen Flügelaltar bezahlt wurde. Veit Stoß erhielt für seinen Schwazer Altar 1166 Gulden, Michael Pacher für den Grieser Altar 700 und für den Altar in St. Wolfgang 1200 Gulden, Jörg Lederer für jenen von Partschins 725 Gulden, Hans Klocker für den Altar in St. Leonhard 500 Gulden. Durchschnittlich kostete die Herstellung eines gotischen Hochaltares in einer Dorfkirche zwischen 200 und 500 Gulden.

## Werke
Der Schnatterpeck-Altar in der Pfarrkirche Mariä Himmelfahrt in Lana ist das einzige Werk, das mit Sicherheit aus seiner Werkstätte stammt. Wenn anderen Altären oder deren Resten im Burggrafenamt, im Vinschgau und im Raum Sterzing, die zwischen 1490 und 1510 entstanden sind, ein Naheverhältnis zu seiner Werkstätte zugeschrieben wird, können nur stilistische oder andere hypothetische Überlegungen aber nicht einwandfrei belegte Signaturen oder Dokumente Pate stehen. Es sind dies die Altäre von St. Leonhard und von St. Kosmas und Damian in der Flutsch in Laatsch, St. Ägidius in Kortsch (heute in der Johanneskirche), St. Stefan in Obermontani (heute im Stadtmuseum Bozen), St. Georg in Schenna, ein Flügelaltar in der Meraner Stadtpfarrkirche, ein Flügelaltar aus Meran im Diözesanmuseum Brixen, Figuren von verloren gegangenen Altären in Marling, Dorf Tirol und Hafling. Der Altar in Niederlana ist mit vierzehn Meter Höhe und knapp sieben Meter Breite einer der größten gotischen Flügelaltäre an der Wende vom 15. zum 16. Jahrhundert.